# Starawieś (gromada w powiecie węgrowskim)
Starawieś – dawna gromada, czyli najmniejsza jednostka podziału terytorialnego Polskiej Rzeczypospolitej Ludowej w latach 1954–1972.
Gromady, z gromadzkimi radami narodowymi (GRN) jako organami władzy najniższego stopnia na wsi, funkcjonowały od reformy reorganizującej administrację wiejską przeprowadzonej jesienią 1954 do momentu ich zniesienia z dniem 1 stycznia 1973, tym samym wypierając organizację gminną w latach 1954–1972.
Gromadę Starawieś z siedzibą GRN w Starejwsi utworzono – jako jedną z 8759 gromad – w powiecie węgrowskim w woj. warszawskim, na mocy uchwały nr VI/10/22/54 WRN w Warszawie z dnia 5 października 1954. W skład jednostki weszły obszary dotychczasowych gromad Kazimierzów, Ludwinów, Stara wieś [sic!], Tończa i Zuzułka (z wyłączeniem kolonii Syberia) ze zniesionej gminy Starawieś (Stara Wieś) oraz obszar lasów państwowych Miedzanka należących do leśnictwa Jartypory ze zniesionej gminy Ruchna w tymże powiecie. Dla gromady ustalono 19 członków gromadzkiej rady narodowej.
1 stycznia 1969 do gromady Starawieś włączono obszar zniesionej gromady Paplin w tymże powiecie.
Gromada przetrwała do końca 1972 roku, czyli do kolejnej reformy gminnej.